# ГЕС Jones Bluff
ГЕС Jones Bluff — гідроелектростанція у штаті Алабама (Сполучені Штати Америки). Знаходячись перед ГЕС Міллерс-Феррі, становить верхній ступінь каскаду на річці Алабама, яка дренує південне завершення Аппалачів та після злиття з Томбігбі впадає до бухти Мобіл на узбережжі Мексиканської затоки. При цьому вище по сточищу на витоках Алабами працюють свої каскади ГЕС, нижніми станціями в яких є Bouldin, Джордан і  Thurlow.
У районі станції Алабаму перекрили бетонною гравітаційною греблею Robert F. Henry висотою від тальвегу 21 метр (від підошви фундаменту — 34 метри) та довжиною 351 метрів, яка потребувала 489 тис. м3 матеріалу та включає судноплавний шлюз із розмірами камери 183х26 метрів. Вона утримує витягнуте по долині річки на 129 км водосховище Bob Woodruff з площею поверхні 50,6 км2 та об'ємом 289 млн м3.
Інтегрований у греблю машинний зал обладнали чотирма пропелерними турбінами, котрі наразі мають загальну потужність у 82 МВт. Вони використовують напір від 3 до 12,6 метра (номінальний напір 8,6 метра).